# 布什诉棕榈滩县票务委员会案
布什诉棕榈滩县票务委员会（531 U.S. 70 (2000)）是美国最高法院的一项裁决，涉及2000年总统大选期间的佛罗里达州选民。 美国最高法院要求佛罗里达最高法院对其做出的决定进行澄清。 在佛罗里达最高法院提供这些澄清后不久，美国最高法院在布什诉戈尔案中以乔治·W·布什胜阿尔·戈尔的方式解决了大选。

## 背景
2000年总统大选取决于谁赢得了佛罗里达州的全民投票。共和党人乔治·W·布什在计票中以微弱优势领先。民主党人戈尔（Al Gore）质疑佛罗里达州国务卿凯瑟琳·哈里斯（Katherine Harris）要在11月14日确认布什获胜的决定。（按佛罗里达州 的立法条款§ 102.111，有7天的最后期限）。戈尔断言哈里斯无视佛罗里达州四个县的人工重新计票结果。佛罗里达最高法院在佛罗里达州法规的两个相互抵触的条款（§ 102.111 and § 102.112）之间做出裁决，阻止哈里斯确认选举结果，并行使其公平权力设定11月26日为计票的最后期限，也就是延长了12天的最后期限。（法院允许哈里斯将最后期限设置为11月27日，即星期一。但哈里斯没有这样做。) 法院指示哈里斯接受在新截止日期之前提交的人工重新计票。布什随后向美国最高法院就佛罗里达最高法院的裁决提起上诉。

## 美国最高法院面临的问题
法院面临两个问题：首先，佛罗里达州大选后的法院判决是否违反了美国宪法的正当程序条款或者美國法典第3编 § 第5節? 其次，当佛罗里达最高法院据称改变了佛罗里达州选举人票的选择方式时，佛罗里达最高法院是否违反了美国宪法第二条的规定，也就是要赋予州议会选举选举人的全权？

## 裁决
美国最高法院一致认为，佛罗里达最高法院判决的理由存在“相当大的不确定性”。根据《名利》（Vanity Fair）的报道， “事实上，一致同意是一个幌子。四位大法官对佛罗里达最高法院的决定不置可否，而至少有四位大法官决心推翻它。” 因此，最高法院拒绝审查佛罗里达州提出的问题, 而是撤消了佛罗里达最高法院的裁决，并把案件还清以澄清那两个问题。 